# Josef Ulin
Karl Josef  Uhlin, artistnamn: Jan i Grebo, född 17 december 1879 i Vånga socken i Östergötland, död 9 februari 1934 i Olaus Petri församling, Örebro, var en svensk bondkomiker. Som folkparksartist uppträdde han med visor och paschaser, och ackompanjerade sig själv på dragspel.